# Johann Gottlieb Bärstecher
Johann Gottlieb Bärstecher (nach 1782 „Müller“) (* 16. Januar 1749 in Herrenberg; † nach 1802 möglicherweise in Kleve oder Seine-Saint-Denis, Frankreich) war ein deutscher Verleger, Theatertheoretiker der Aufklärung sowie eine Persönlichkeit in der süddeutschen revolutionären Bewegung nach 1798.

## Verleger in Kleve
Bärstecher gründete 1770 eine Verlagsbuchhandlung in Kleve. In dieser gab er eine Reihe Zeitschriften heraus. Am 29, September 1771 heiratete er seine erste Frau Maria Henriette Gesellschap. Im Jahr 1772 erhielt er das königliche Privileg für die Gründung einer „Gelehrtenzeitung“ für das Herzogtum Kleve, das Fürstentum Moers und die Grafschaft Mark. Das Blatt erschien erstmals im November oder Dezember 1772. Bereits nach wenigen Ausgaben musste das Blatt wegen fehlender Nachfrage eingestellt werden.
Im Jahr 1772 kam es zu Kontakten zu Christoph Martin Wieland. Dabei ging es um eine Neuauflage von dessen Werk Agathon. Später kam zusammen mit anderen der Plan zur Gründung einer gemeinschaftlichen Buchhandlung hinzu. Diese Pläne scheiterten. Für die Gründe gibt es unterschiedliche Angaben. Nach der einen Version war das betrügerische Verhalten Bärstechers, der entsprechende Gelder veruntreute, dafür verantwortlich. Nach einer anderen, die zu hoch gespannten finanziellen Forderungen Wielands.
Bärstecher gab trotz des Scheiterns der Gelehrtenzeitung weitere Blätter heraus. Dazu gehörte seit 1773 die Wochenzeitschrift „Der Freund der Wahrheit und des Vergnügens am Niederrhein.“ Aber auch dieses Blatt musste bald sein Erscheinen wieder einstellen. Das nächste Projekt war ein „Enzyklopädisches Journal“ noch im Jahr 1773. Für das Magazin schrieben unter anderem renommierte Gelehrte der Universität Göttingen. Die Zeitschrift war zeitweise weit verbreitet. Letztlich scheiterte auch dieses Projekt im Jahr 1775 aus Mangel an dauerhaften Absatz.
Bärstecher wandte sich nun verstärkt dem Theater zu. Er gab die Theaterzeitung (1775), Bagatellen, Literatur und Theater (1777) sowie das Taschenbuch für Schauspieler und Schauspielliebhaber heraus. Daneben erschien in seinem Verlag auch eine Zeitschrift.

## Schauspieler und Autor
Wegen finanzieller Probleme musste seine Verlagsbuchhandlung bereits 1776 Konkurs anmelden. Nach einer kurzen Zeit als Buchhändler wurde er Mitglied einer Schauspielertruppe. Im Jahr 1778 schrieb er eine Operette über das Soldatenleben. Aus dem Jahr 1781 stammt das Drama „Der flaißige Schuster.“ Im selben Jahr gab er die Schauspielerei wieder auf.

## Verleger in Kehl
Im Jahr 1782 gründete er in Kehl möglicherweise unter Änderung seines Namens in „Müller“ erneut einen Verlag. Dort Kehl bestand bereits die Druckerei von Pierre Augustin Caron de Beaumarchais, die dort unbehelligt von der französischen Zensur Autoren wie Voltaire druckte. Bärstecher hatte zu Beaumarchais eine enge Geschäftsbeziehung. Im Jahr 1785 erschien bei Bärstecher etwa die Hochzeit des Figaro von Beaumarchais erstmals in deutscher Sprache. Auch in Kehl gab Bärstecher verschiedene Zeitschriften unter anderem für Frauen, Kinder oder die Jugend heraus. Seit 1785 erschien das „Wissenschaftliche Magazin der Aufklärung.“ Auch das Hauptwerk von Adam Smith hat Bärstecher verlegt. Das Projekt einer Enzyklopädie kam wegen mangelnder Mitarbeiter nicht zu Stande. Im Jahr 1783 hat Bärstecher den Gymnasiumsverlag in Karlsruhe gepachtet und damit auch den Titel eines Hof- und Kanzleibuchdruckers erworben. Eine weitere Druckerei wurde in Durlach eröffnet. Das Kapital erhielt Bärstecher durch die Heirat mit seiner zweiten Frau Maria Magdalena Rehfuss, die er am 13. Mai 1783 heiratete.
Kurz vor Beginn der französischen Revolution wurde die Zensur verschärft. Es kam zu Beschlagnahmung von Büchern und einer Arreststrafe für Bärstecher. Die Geschäfte verschlechterten sich und 1793 kam es zum Konkurs seines Verlages.
Schon seit 1790 hatte er daneben eine Tabakproduktion betrieben. Durch die Kriegsereignisse zum Verlassen Kehls gezwungen, bekam er 1796 eine Anstellung bei einer Tabakfabrik in Ulm.

## Projekt einer Süddeutschen Republik
Durch die Erfolge der französischen Armeen ermutigt, begannen sich auch am Oberrhein revolutionäre Bestrebungen zu entwickeln. Das Ziel war die Durchsetzung der Republik auch in Süddeutschland. Daran war Bärstecher maßgeblich beteiligt. Die Gruppe, an der er beteiligt war, hatte nach einem geplanten Aufstandsversuch 1798 nach Basel flüchten müssen, wo die Revolution mit der Ausrufung der helvetischen Republik gesiegt hatte. Die Verfasser des Verfassungsentwurfs unter ihnen Bärstecher ist in Verbindung mit der französischen Armee getreten und hat deren Vertreter den Entwurf einer republikanischen Verfassung übergeben. Der Titel lautete: „Entwurf einer republikanischen Verfassungsurkunde, wie sie in Deutschland taugen möge.“ Dieses Werk bestand aus insgesamt 547 Artikeln. Der Entwurf basierte auf dem modernen Verfassungsbegriff der Amerikanischen, vor allem aber der Französischen Revolution und griff auf die Lehre von der verfassungsgebenden Gewalt des souveränen Volkes zurück. Das Bonner Grundgesetz steht, nach dem Urteil eines Biographen Bärstechers, dem Geiste nach, dieser republikanischen Verfassungs-Urkunde von 1798/99 näher, als der Reichsverfassung von 1849.
Die Schrift erfuhr nach amtlichen badischen Angaben aus dem Jahr 1799 eine erhebliche Verbreitung.
Von der Stadt Ulm wurde Bärstecher zum Repräsentanten des Bürgerausschusses gewählt. Er war als Vertreter der freien Reichsstadt auf dem Kongress von Rastatt anwesend. Er versuchte auch das Direktorium der französischen Republik für die revolutionären Pläne in Deutschland zu gewinnen. Neben Ulm vertrat er seit demselben Jahr auch andere süddeutsche Reichsstädte. Am 4. Juni 1798 erteilte die Pariser Regierung den Plänen einer Süddeutschen Republik eine Absage.
Über das weitere Leben Bärstechers ist kaum etwas bekannt. Er trat 1798 in eine Getreidehandelsgesellschaft in Straßburg ein. Die letzte gesicherte Nachricht stammt aus dem Jahr 1802. Möglicherweise kehrte er später nach Kleve zurück.